# Germán Lux
Germán Darío Lux (Carcaraña, 6 juli 1982) is een Argentijns voetballer die als doelman speelt. Hij verruilde Deportivo La Coruña in juli 2017 transfervrij voor River Plate. Lux debuteerde in 2005 in het Argentijns voetbalelftal.

## Clubcarrière
Lux debuteerde in 2001 in het betaald voetbal in dienst van River Plate, waar hij doorstroomde vanuit de jeugdopleiding. In totaal speelde hij zes seizoenen in het eerste elftal van River Plate, waarna hij in 2007 de overstap maakte naar Europa. Hij tekende er een vierjarig contract bij RCD Mallorca, waar hij hoofdzakelijk fungeerde als reservedoelman. In 2011 stapte hij transfervrij over naar Deportivo La Coruña. Daarmee degradeerde Lux in 2013 naar de Segunda División, waarna Lux voor het eerst in het Europese hoofdstuk van zijn carrière een basisplaats kreeg, weliswaar op het tweede niveau in Spanje. Via een tweede plaats in de competitie promoveerde Lux een jaar later met La Coruña terug naar de Primera División.

## Interlandcarrière
Lux nam met Argentinië -20 deel aan de Olympische Spelen 2004 in Athene. Hij stond zes wedstrijden in het doel voor Argentinië en hoefde daarin geen enkel doelpunt te incasseren. Argentinië, wiens selectie bestond uit onder meer Javier Mascherano, Carlos Tévez en Javier Saviola, won goud op de Spelen.
Lux was met Argentinië actief op de FIFA Confederations Cup 2005, waarin hij tien doelpunten slikte in vijf wedstrijden. Hij haalde de selectie voor het WK 2006 in Duitsland niet. Bondscoach José Pékerman gaf Oscar Ustari de voorkeur als derde doelman in zijn selectie.

## Erelijst
| Competitie                          |             |             |             |             |
| Competitie                          | Aantal      | Jaren       |             |             |
| River Plate                         | River Plate | River Plate | River Plate | River Plate |
| ----------------------------------- | ----------- | ----------- | ----------- | ----------- |
| Primera División (Winnaar Clausura) | 2x          | 2002, 2004  |             |             |
| Deportivo La Coruña                 |             |             |             |             |
| Kampioen Segunda División A         | 1x          | 2011/12     |             |             |
| Argentijns Olympisch team           |             |             |             |             |
| Olympisch kampioen                  | 1x          | 2004        |             |             |
| Argentinië -20                      |             |             |             |             |
| Wereldkampioen –20                  | 1x          | 2001        |             |             |

| Logo van de Olympische Spelen | Goud | Zilver | Brons | Logo van de Olympische Spelen |
|                               | 1    | 0      | 0     |                               |

1 Armani ·
2 Maidana ·
3 Gallardo ·
4 Moreira ·
5 Zuculini ·
6 Lollo ·
7 Mora ·
8 Quintero ·
9 Álvarez ·
10 Martínez ·
11 De La Cruz ·
12 Centurión ·
14 Lux ·
15 Palacios ·
16 Sibille ·
17 Martínez ·
18 Mayada ·
19 Borré ·
20 Casco ·
21 Ferreira ·
22 Pinola ·
23 Ponzio  ·
24 Pérez ·
25 Bologna ·
26 Fernández ·
27 Pratto ·
28 Martínez ·
29 Montiel ·
30 Rollheiser ·
31 García ·
32 Scocco ·
33 Picazzo ·
34 Beltrán ·
35 Moya ·
36 Vera ·
37 Aguirre ·
39 Olivera ·
40 Salto ·
41 Petroli ·
Coach: Gallardo
· Assistent-coach: Biscay
· Assistent-coach: Buján
1 Caballero ·
2 Ayala ·
3 Burdisso ·
4 Coloccini ·
5 Mascherano ·
6 Heinze ·
7 Saviola ·
8 Delgado ·
9 Figueroa ·
10 Tévez ·
11 K. González ·
12 Rosales ·
13 Medina ·
14 Rodríguez ·
15 D'Alessandro ·
16 L. González · 
17 M. González ·
18 Lux ·
Fernández ·
Coach: Bielsa
1 Franco ·
2 Samuel ·
3 Sorín  ·
4 Zanetti ·
5 Cambiasso ·
6 Heinze ·
7 Tévez ·
8 Riquelme ·
9 Saviola ·
10 Aimar ·
11 Delgado ·
12 Lux ·
13 G. Rodríguez ·
14 Milito ·
15 Placente ·
16 Coloccini ·
17 Bernardi ·
18 Santana ·
19 M. Rodríguez ·
20 Demichelis ·
21 Figueroa ·
22 Galletti ·
23 Caballero ·
Coach: Pékerman